# João de Souza Mendes
João de Souza Mendes Júnior (Angra do Heroísmo, 23 giugno 1892 – Rio de Janeiro, 10 luglio 1969) è stato uno scacchista brasiliano.
Nato nelle isole Azzorre, in Portogallo, si trasferì con la famiglia in Brasile a pochi anni d'età.
Partecipò 24 volte al Campionato brasiliano, vincendolo sette volte: nel 1927 (primo campionato brasiliano) e nel 1928, 1929, 1930, 1943, 1954 e 1958. Si classificò secondo cinque volte, l'ultima nel 1965 all'età di 73 anni, dietro al tredicenne vincitore Henrique Mecking.
Vinse 11 volte il campionato di Rio de Janeiro, di cui 7 volte consecutive dal 1926 al 1932 e nel 1943, 1944, 1956 e 1959.
Partecipò con la nazionale del Brasile alle olimpiadi degli scacchi di Buenos Aires 1939 e Helsinki 1952.
Di professione era un medico, specializzato in otorinolaringoiatra e chirurgia plastica.